# Derinia
Derinia (gr. Δερύνεια, tur.: Derinya) – miasto i jedna z gmin (gr.: Δήμος) dystryktu Famagusta. Populacja wynosi 7500 mieszkańców (2007).